# 方鸿渐
方鸿渐是中国现代著名作家钱锺书于二十世纪四十年代创作的小说《围城》中的男主人公。

## 名的來源
方鴻漸的名字來自《易经》六十四卦的第五十三卦漸卦上九（第六爻，陽爻）的爻辭：「鴻漸于逵，其羽可用為儀，吉。」

## 简介
方鸿渐出生在江南乡绅家庭，父亲是前清举人。高中时期由家里做主订了婚，准岳父是同乡周先生，在上海开一家“点金银行”。大学时期未婚妻早逝，周先生见方鸿渐慰唁的长信文法书理好，情词深挚，便出钱送方鸿渐留洋读书。方鸿渐在欧洲的几年兴趣颇广，心得全无，也没有读成学位。回国之前怕对长辈无法交待，设法弄到假文凭，谎称自己获得“克莱登大学”博士学位，随后乘法国邮船回国。
小说中方鸿渐的出场便是在法国邮船上，正与另一位由未婚夫出资的女留学生鲍小姐热恋偷情。到达香港后鲍小姐对方鸿渐由热情转为冷漠，又被猥琐的黑胖未婚夫接走。方鸿渐恨自己被摆布之余，与另一留学生苏文纨苏小姐同游香港，两人关系渐近。
回国之后，方鸿渐回乡探亲，之后回到上海，在准岳父周先生的点金银行上班。闲暇之余经常去苏小姐家探望，由此结识了苏小姐的表妹唐晓芙唐小姐，两人情趣相投，很快陷入热恋。由于唐小姐，方鸿渐不得不经常前往苏小姐家走动。苏小姐一直钟情于方鸿渐，也错以为方鸿渐对其有意。苏小姐的追求者赵辛楣由此错认方鸿渐为情敌，数次设法给方鸿渐难堪。
方鸿渐在月夜下情境所迫，吻了苏小姐，第二日不得不告诉苏小姐自己所爱并非她。由于苏小姐挑拨，唐小姐也与方鸿渐一刀两断。方鸿渐心灰意冷，又与周先生一家相处不睦，遂与赵辛楣一同赶赴内地三闾大学任教，与将来的同事李梅亭、顾尔谦还有孙柔嘉同行。五人一路坎坷，方、赵二人鄙夷李、顾的为人，又不得不与之同行，艰辛的旅程中演绎出不少啼笑皆非的事情。
五人到达三闾大学，方鸿渐才发现当初对于学校的想象都是一厢情愿，从职称、课程到学生，都和想象中的相差甚远。学校里高层之间、同事之间甚至家属之间的明争暗斗此起彼伏。赵辛楣由于和中文系主任汪处厚的太太有亲密举动而被汪处厚、校长高松年撞见，因而辞职离开。孙柔嘉以害怕为名，在李梅亭与追求孙柔嘉的陆子潇面前挽住方鸿渐的手，让方鸿渐不得不宣布和孙柔嘉订婚的事情。
方鸿渐未获得学校的聘书，与孙柔嘉一起回上海结婚。途经香港，遇上赵辛楣。赵辛楣因见孙柔嘉不适，有呕吐之感，而劝二人当地结婚。孙柔嘉因赵辛楣曾在前往三闾大学途中，与方鸿渐谈笑间拿孙柔嘉挤兑方鸿渐而一直对赵辛楣抱有成见。方、孙二人在赵辛楣家中遇上苏文纨，神情谈吐间遭到苏小姐的讽刺。方孙二人由此拌嘴吵架，之后和普通夫妻一般，又重归于好。
二人回到上海，因工作、父母、亲戚妯娌等多方面问题又多次激发矛盾。小说的结尾，方鸿渐与孙柔嘉大吵之后出门，回家之后孙柔嘉离开前往姑妈家，方鸿渐心灰意冷而入睡。

## 评价
方鸿渐是中国知识分子中的一个典型。他机智、有小聪明、口才好、富有正义感，对于人生、事业和爱情有着自己的理解和感触，善于讨女孩子的欢心；但他同时又爱面子、懒惰、软弱、遇事犹豫不决。他在现实社会中挣扎，力图保守本心，却深感力有不逮。书中，他明白自己是个西洋人所谓“道义上的懦夫”，只怕唐小姐会看破了自己品格上的大弱点。赵辛楣在西行路上最后对于方鸿渐的评价简短而尖锐——“你不讨厌，可是全无用处。”
方鸿渐出身江浙旧乡绅家庭，父亲是前清举人，因此身上有着中国传统士大夫的清高品性，对于有市侩心理的小市民有着极强的抵制心理。但无奈身边却永远围绕着类似的人物，从周家夫妇、身边的亲戚到学校同事，甚至于变成自己老婆的孙柔嘉，都或多或少有着小市民的习气和作风。方鸿渐不得不被动地和这些人打交道，并具有讽刺意味地被自己所抵触的人和事设计、掌控着命运，正是中国传统知识分子里的一个典型形象。

## 引申义
20世纪90年代末期至21世纪初，随着中国各用人单位对文凭的逐渐重视甚至是过度重视，加之当时文凭验证系统尚未完善，“方鸿渐”也成为了为增大被录用几率而不择手段获取假文凭（或野鸡大学文凭）之人的代名词。

## 电视
中国中央电视台九十年代初的电视剧版本《围城》里，著名演员陈道明扮演方鸿渐，获得广泛好评和很高的收视率。